# NGC 6780
NGC 6780 је спирална галаксија у сазвежђу Телескоп која се налази на NGC листи објеката дубоког неба.
Деклинација објекта је - 55° 46' 33" а ректасцензија 19h 22m 50,8s. Привидна величина (магнитуда) објекта NGC 6780 износи 12,6 а фотографска магнитуда 13,3. NGC 6780 је још познат и под ознакама ESO 184-62, AM 1918-555, IRAS 19187-5552, PGC 63151.